# Ode au yakuza
Pour plus de détails, voir Fiche technique et Distribution.
Ode au yakuza (やくざ絶唱, Yakuza zessyō) est un film japonais réalisé par Yasuzō Masumura, sorti en 1970. C'est l'adaptation du roman Nishi Naruyama hotelu gake no hana de Jūgo Kuroiwa (ja).

## Synopsis
Tatematsu Minoru est membre d'un clan yakuza à Shinjuku. Il a une sœur cadette Akane. Minoru aime anormalement sa jeune sœur Akane.

## Fiche technique
- Titre : Ode au yakuza[3]
- Titre original : やくざ絶唱 (Yakuza zessyō?)
- Réalisation : Yasuzō Masumura
- Scénario : Keiichirō Ryū (ja), d'après le roman Nishi Naruyama hotelu gake no hana (西成山ホテル崖の花?) de Jūgo Kuroiwa (ja)
- Photographie : Setsuo Kobayashi (ja)
- Montage : Tatsuji Nakashizu
- Décors : Tomohisa Yano
- Musique : Hikaru Hayashi
- Société de production : Daiei
- Pays d'origine :  Japon
- Langue originale : japonais
- Format : couleur (Eastmancolor) - 35 mm
- Genres : drame
- Durée : 92 minutes[4] (métrage : neuf bobines - 2 528 m[4])
- Date de sortie :
  - Japon : 11 juillet 1970[4]

## Distribution
- Shintarō Katsu : Minoru Tatematsu
- Naoko Ōtani (ja) : Akane Tatematsu
- Masakazu Tamura : Yūji Inumaru
- Yūsuke Kawazu : Shigetarō Kaizuka
- Yoshi Katō : Yasusuke Inumaru
- Chikara Hashimoto (ja) : Kiyama
- Kiwako Taichi : Kanae
- Sei Hiraizumi (ja) : Hisai
- Shizuo Chujō (ja) : Miyazawa